# 雷門喜助
雷門 喜助（かみなりもん きすけ、1945年〈昭和20年〉1月15日 - ）は、愛知県名古屋市出身の落語家。本名∶水野 幹雄。出囃子∶「大拍子」。岡山県赤磐市在住。

## 来歴・人物
名古屋生まれということもあって、1963年、まずは名古屋にいた初代雷門福助に入門したが、しばらく後に八代目雷門助六門下に移り、喜助を名乗る。
前座時代からラジオ番組でレギュラーを務めるなど売れっ子となったが、その反面で落語の稽古の時間が取れなくなり、未熟なままの芸に悩むようになる。本人曰く「売れるのも速かったが、落ちるのも速かった」。数年後には、所属していた日本芸術協会（現：落語芸術協会）を飛び出してしまったため、東京での定席に上がることもできなくなり、廃業同然となってしまう。
わずかな荷物を持って東京駅へ行き、たまたま岡山行きの新幹線に乗ったことがきっかけで、以来、岡山県在住となる。やがて岡山でも落語家・タレントとして活動を始めるようになり、その活躍ぶりが師匠の八代目助六の知るところとなって、1988年に師匠が真打と認定するという異例の形となった。2001年、ホームヘルパー2級の資格を取得。交通栄誉章縁十字銅賞を受賞。
現在も岡山県を拠点とし、「お笑い赤坂亭」頭取として毎月寄席を開催するほか、全国各地で落語会、講演会を行っている。

## 芸歴
- 1963年 - 初代雷門福助に入門、「福二」を名乗る。
- 1966年 - 八代目雷門助六門下に移籍、「喜助」を名乗る。日本芸術協会所属となった。
- 1988年 - 師匠の八代目助六より真打として認定される。

## 出演番組
- 土曜モーニングダイヤル（西日本放送）